# (305) Gordonia
(305) Gordonia és un asteroide pertanyent al cinturó d'asteroides descobert el 16 de febrer de 1891 per Auguste Honoré Charlois des de l'observatori de Niça, França.
Està possiblement nomenat en honor de James Gordon Bennett «Junior» (1841-1918), editor del New York Herald.